# Museu Chileno de Arte Pré-colombiana
O Museu Chileno de Arte Pré-colombiana (em espanhol: Museo Chileno de Arte Precolombino) é uma instituição cultural público-privada fundada em 10 de dezembro de 1981 localizada no centro histórico de Santiago do Chile. O museu foi fundado pelo arquiteto e colecionador chileno Sergio Larraín García-Moreno, ao buscar locais para a exposição e preservação de sua coleção particular de artefatos pré-colombianos adquiridos por cerca de cinquenta anos.
O museu tem doze galerias com duas exposições permanentes – Américas Pré-colombianas na Arte e Chile antes do Chile – divididas por área cultural, e três galerias reservadas para exposições temporárias. Também possui uma biblioteca especializada em arte pré-colombiana, arqueologia, antropologia e pré-história das Américas, com um acervo de aproximadamente 10,000 livros, 500 títulos de periódicos e 2,000 textos complementares. Os visitantes também podem consultar o Arquivo Audiovisual do Patrimônio Imaterial, com mais de dez mil itens que incluem vídeos e filmes documentais, fotografias, músicas, faixas de áudio e artigos em PDF. No website oficial é possível fazer download de audioguias em português para usar durante a visita.

## Acervo
A coleção do museu possui mais de 10,000 peças provenientes de diversos povos originários da cultura pré-colombiana, cerca de 3,000 dessas em exposição permanente e o restante armazenadas. O acervo foi adquirido com base na qualidade estética dos objetos, e não no seu contexto científico ou histórico. A coleção está dividida em áreas culturais:
- Área Mesoamérica

Inclui uma estátua de Xipe Totec, um incensário da cultura Teotihucan e um baixo-relevo maia.
- Área Intermediária

As peças de exposição incluem cerâmica do povo Valdivia e figuras de Capuli mascando folha de coca. Objetos de ouro das culturas Veraguas e Diquis também estão representados.
- Área Andes Centrais

Apresenta máscaras e figuras de cobre, muitas das quais foram retiradas de sepulturas. Nesta área encontra-se o tecido mais antigo do museu, com quase 3.000 anos, da cultura Chavín.
- Área Andes do Sul

Esta coleção apresenta peças modernas chilenas e argentinas, como urnas de cerâmica da cultura Aguada, bandejas de rapé da cultura San Pedro e um quipu inca.

## Galeria

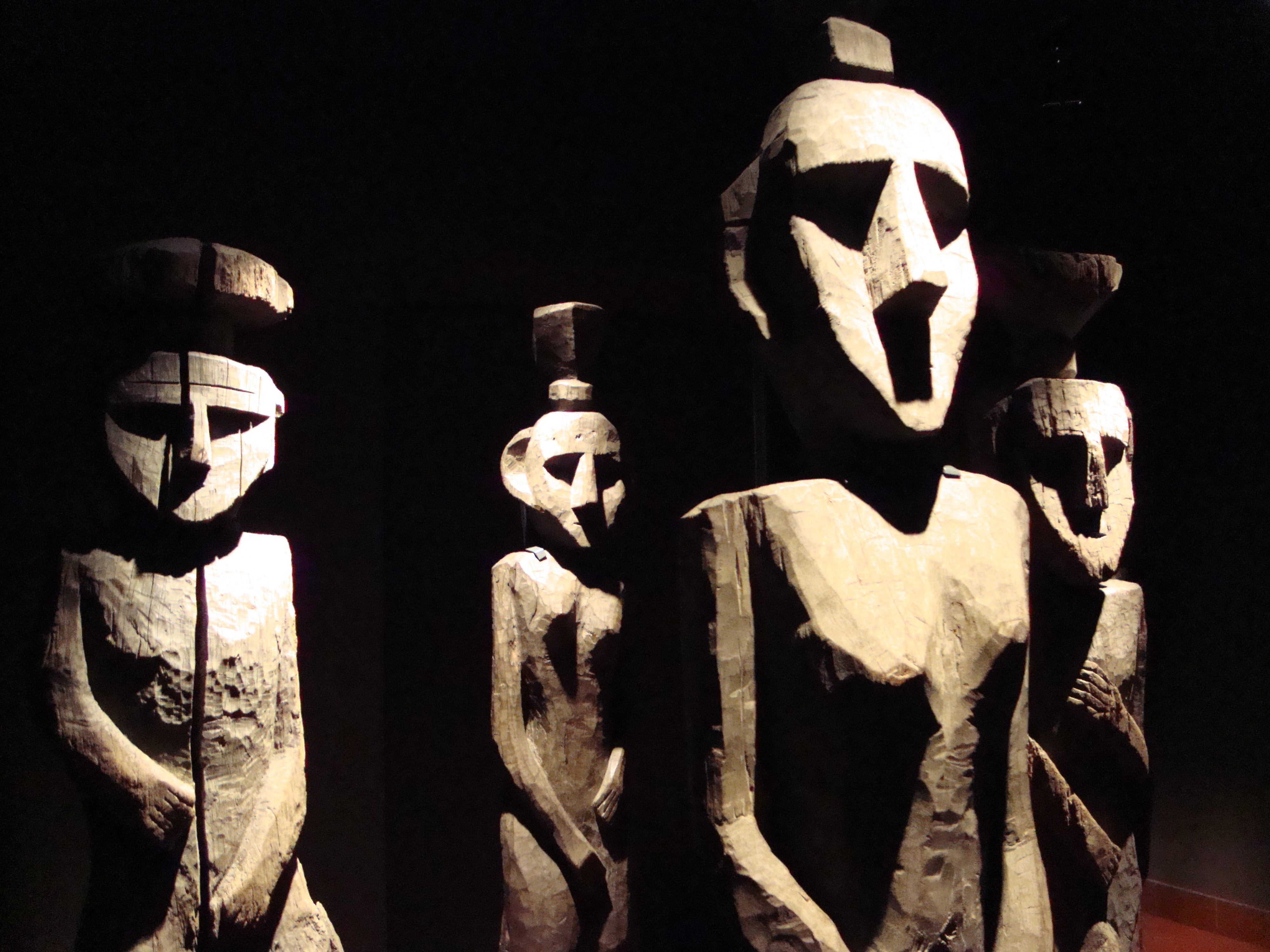
Figuras de madeira Mapuche.
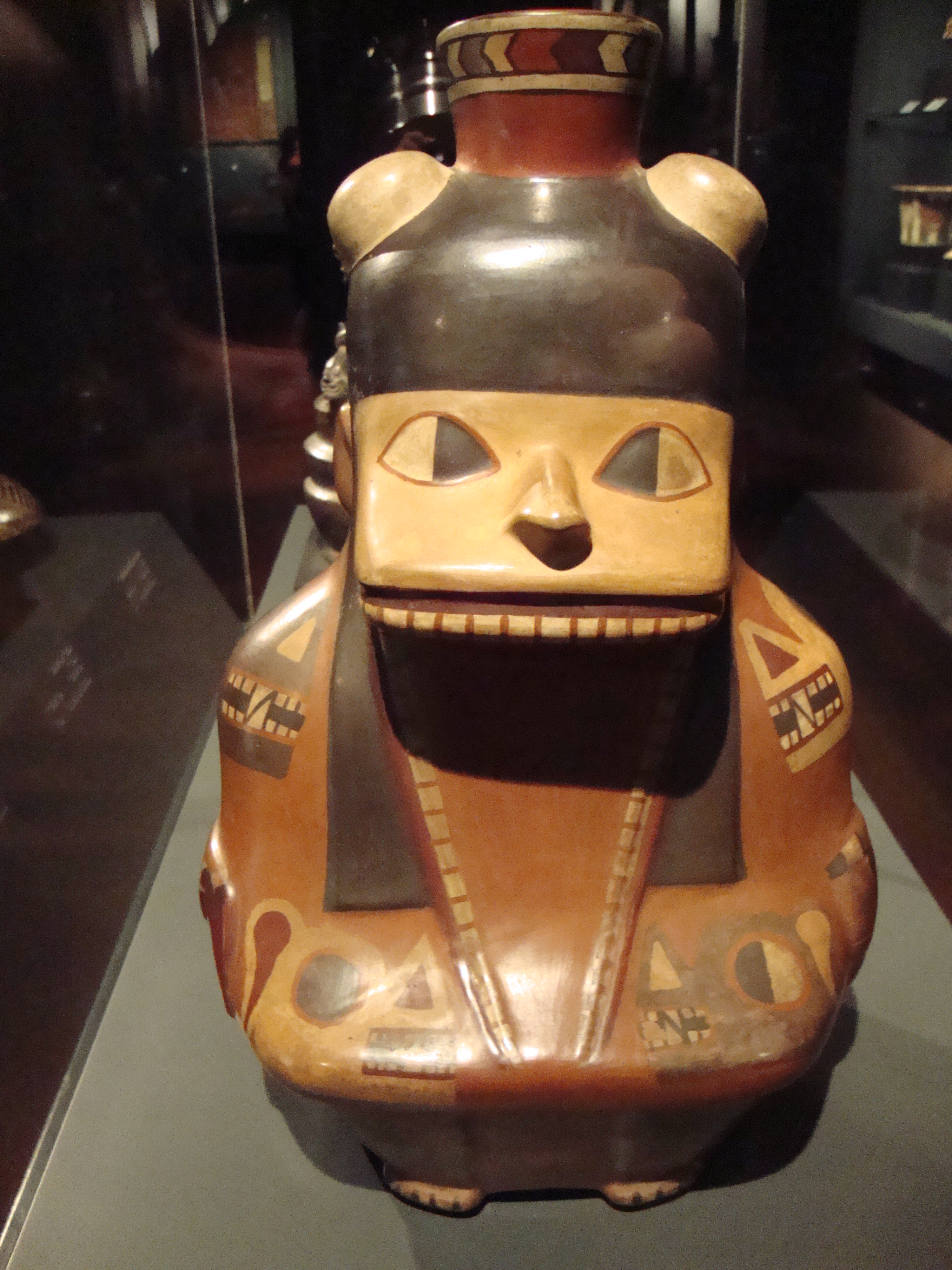
Jarra efígie em cerâmica.
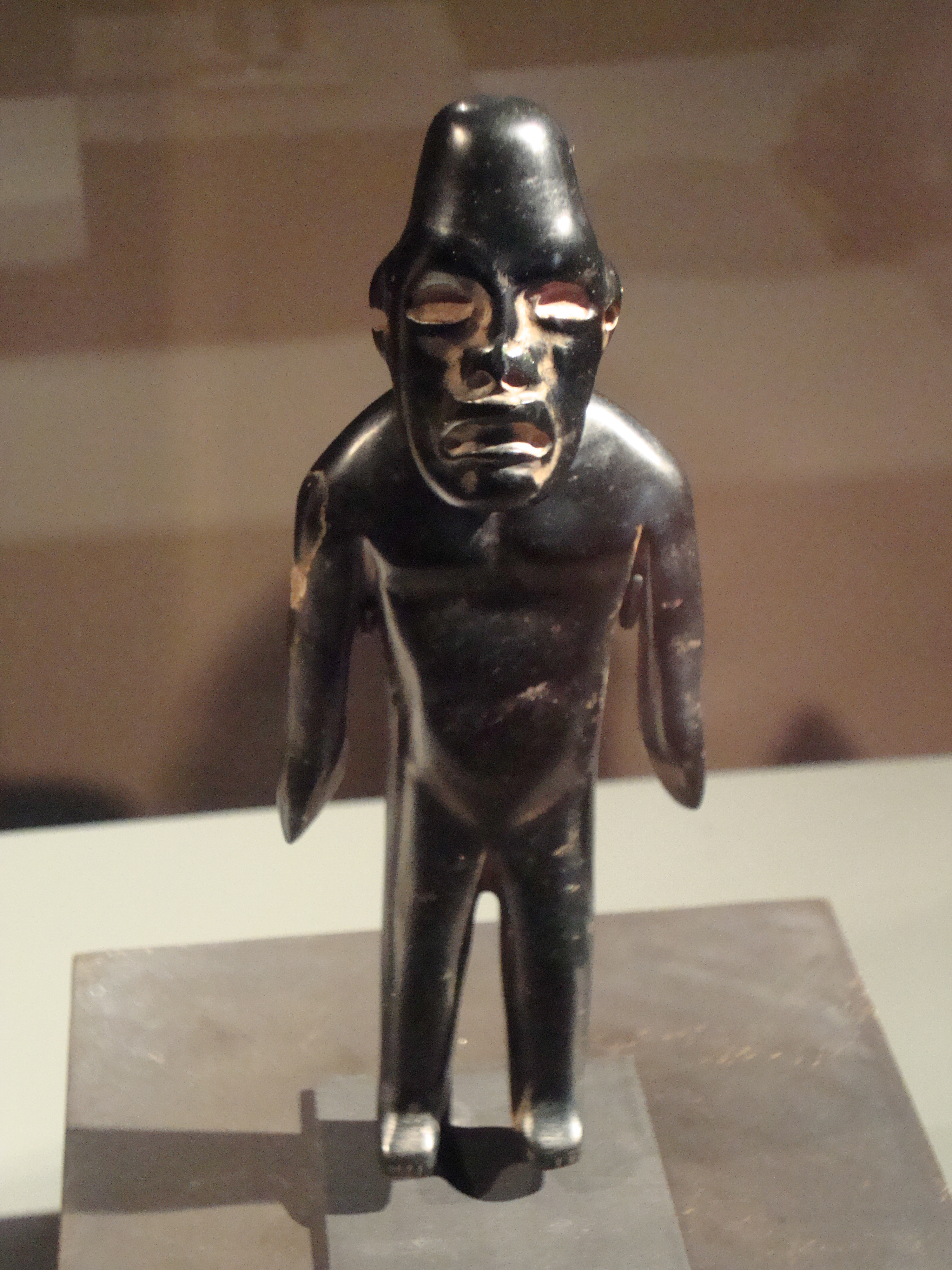
Pequena escultura de um homem.
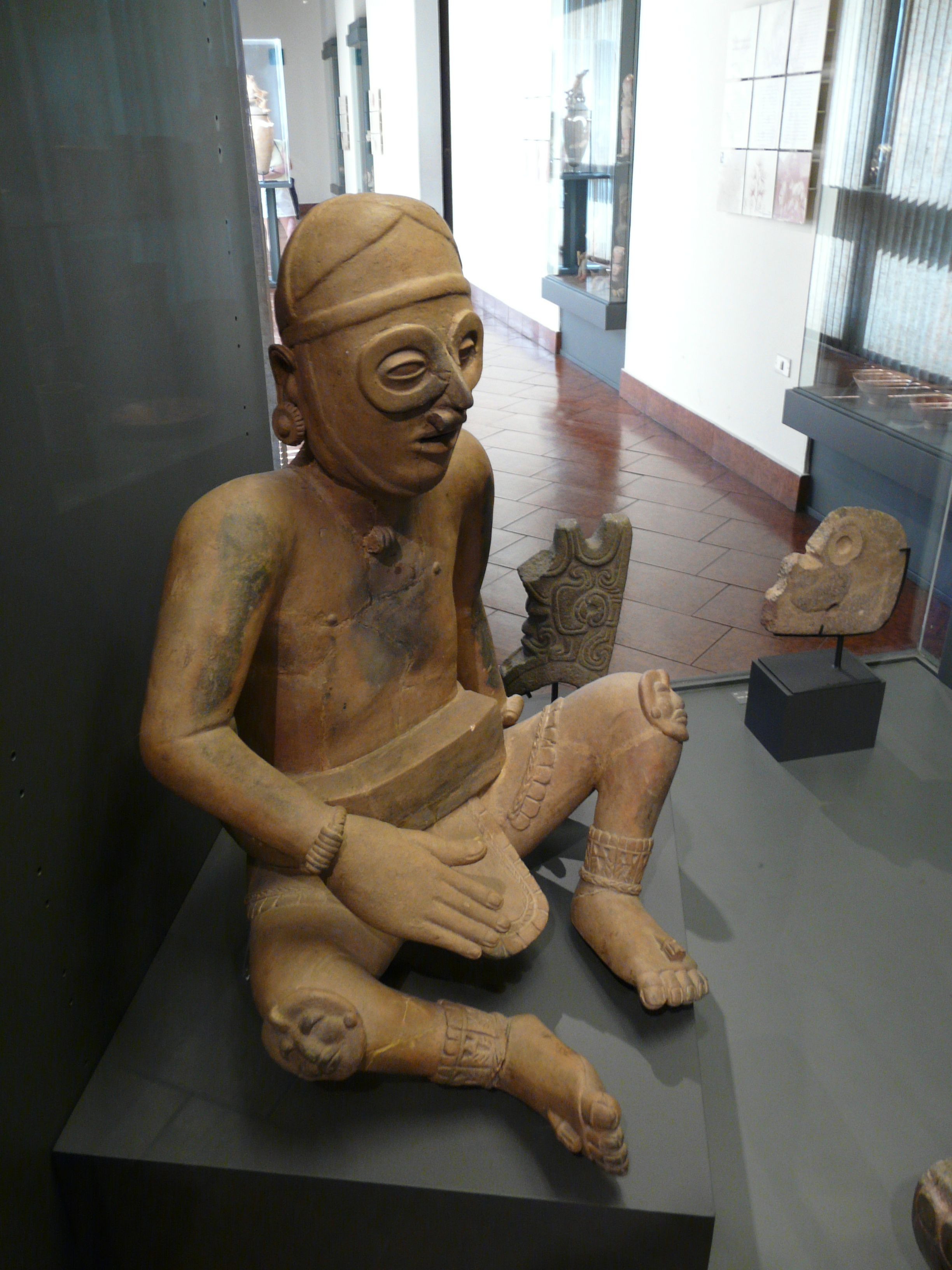
Escultura em cerâmica da cultura Veracruz.
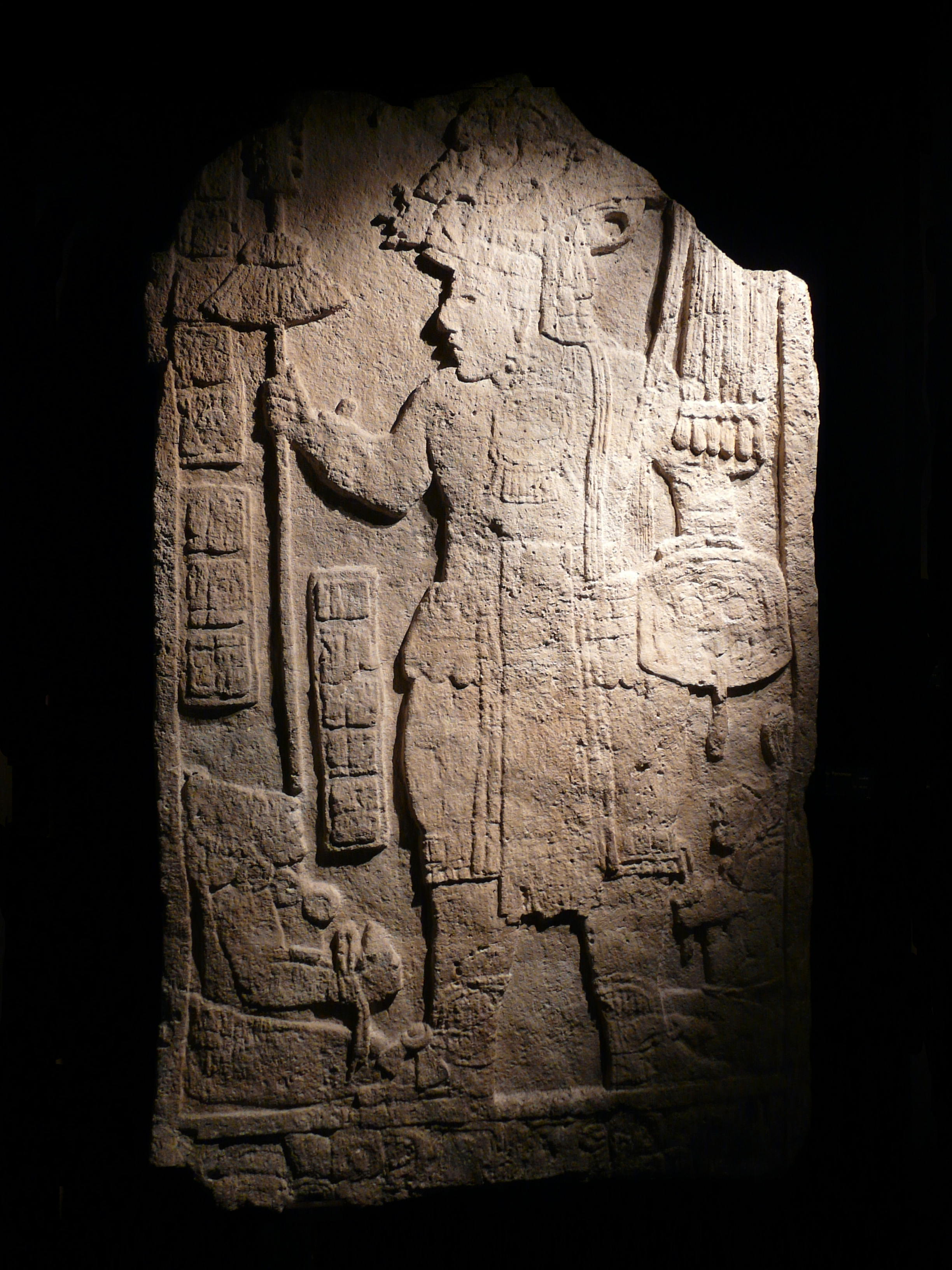
Estela maia.